# Alfredo Cuadra I. Piña
Alfredo Cuadra I. Piña är en ort i Mexiko.   Den ligger i kommunen Acayucan och delstaten Veracruz, i den sydöstra delen av landet, 500 km öster om huvudstaden Mexico City. Alfredo Cuadra I. Piña ligger 86 meter över havet och antalet invånare är 394.
Terrängen runt Alfredo Cuadra I. Piña är platt. Runt Alfredo Cuadra I. Piña är det ganska tätbefolkat, med 108 invånare per kvadratkilometer. Närmaste större samhälle är Acayucan, 6,8 km öster om Alfredo Cuadra I. Piña. Omgivningarna runt Alfredo Cuadra I. Piña är en mosaik av jordbruksmark och naturlig växtlighet.